# Sairocarpus
Sairocarpus é um género botânico pertencente à família Plantaginaceae. Tradicionalmente este gênero era classificado na família das Scrophulariaceae.

## Espécies
| - Sairocarpus breweri - Sairocarpus californicus - Sairocarpus cornutus - Sairocarpus costatus - Sairocarpus coulterianus - Sairocarpus elmeri - Sairocarpus kingii - Sairocarpus multiflorus | - Sairocarpus nuttallianum - Sairocarpus nuttallianus - Sairocarpus pusillus - Sairocarpus subcordatus - Sairocarpus vexillocalyculatus - Sairocarpus virga - Sairocarpus watsonii |